# Robert Towne
Robert Towne, född Robert Bertram Schwartz den 23 november 1934 i Los Angeles, Kalifornien, död 1 juli 2024 i Los Angeles, var en amerikansk manusförfattare och filmregissör.

## Biografi
Robert Towne föddes som Robert Schwarz i Los Angeles, Kalifornien. Hans far var framgångsrik i fastighetsbranschen och bytte senare efternamn från Schwarz till Towne. Robert Towne kom att gå i dyra privatskolor och blev synnerligen bildad, inte minst inom litteraturens område. Han kom småningom att börja jobba med manus till TV men bytte senare till film och jobbade till att börja med huvudsakligen med lågbudgetfilmer, bland annat av regissören Roger Corman.
Robert Towne blev tidigt god vän med Warren Beatty, vilken han ofta kommit att förknippas med. Enligt Towne träffades de båda männen genom att de hade samma psykoanalytiker. Förutom sin stora beläsenhet var Towne i Hollywood även ökänd för sin hypokondri.
I juli 1966 engagerades Towne av Beatty som assisterande manusförfattare till Bonnie och Clyde och han genomförde flera viktiga förbättringar av det manus som skapats av Robert Benton och David Newman. Filmen, som hade premiär 1967, blev en enorm framgång och Townes karriär som manusförfattare tog ett stort språng framåt.
Under 1968 försökte Towne assistera Beatty med manuset till vad som skulle bli Shampoo (1975) men projektet kom att dra ut på tiden och filmen kom heller inte att få premiär förrän sju år senare. Medan Towne ännu kämpade med Shampoo äktade han 1969 skådespelerskan Julia Payne.
Towne skrev även manuset till Det hårda straffet (1973) och hade 1972 för producenten Robert Evans presenterat ett utkast till vad som senare blev Chinatown (1974). Towne och Roman Polanski kämpade under 1973 med att göra något av historien. Resultatet blev också en mycket framgångsrik film, som gav Towne en Oscar för bästa manus.
Towne lyckades kring 1974 färdigställa Shampoo (1975) som blev ännu en framgång, liksom filmen Greystoke. Därefter kom han under många år att jobba med vad som skulle bli hans regidebut, Prestationen (1982). Towne inledde redan 1979 arbetet med denna märkliga historia om ett lesbiskt förhållande under OS. Under processen kollapsade hans äktenskap, delvis för att han var otrogen med en av kvinnorna i filmen. Filmen blev dessutom inte någon större framgång. Towne övergav därefter regisserandet men hade under 80-, 90- och 00-talen återkommande framgångar med sina manus. Han arbetade dessutom som manusdoktor och dramaturg.

## Filmografi (urval)

### Som endast manusförfattare
- 1967 – Bonnie och Clyde
- 1973 – Det hårda straffet
- 1974 – Chinatown
- 1987 – Galen i Randy
- 1988 – Frantic
- 1990 – Days of Thunder
- 1990 – The Two Jakes
- 1993 – Firman
- 1996 – Mission: Impossible
- 2000 – Mission: Impossible 2

### Som regissör och manusförfattare
- 1982 – Prestationen
- 1988 – Tequila Sunrise
- 1998 – Without Limits
- 2006 – Ask the Dust